# KZ-Außenlager Alt Garge

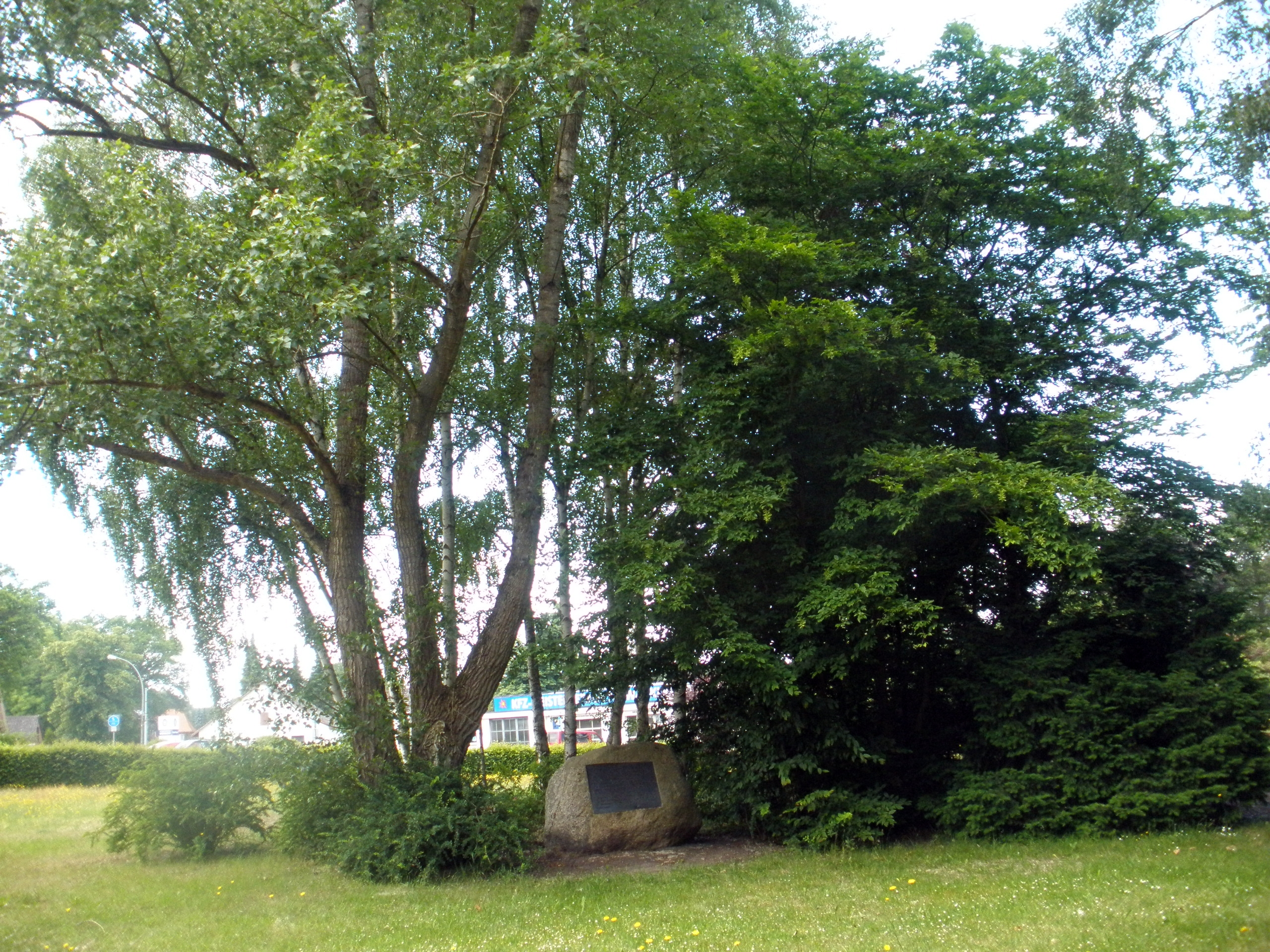
Parkanlage mit Gedenkstein gegenüber dem ehemaligen Lagergelände

Das KZ-Außenlager Alt Garge war eines der Außenlager des Konzentrationslagers Neuengamme in der Nähe von Alt Garge (heute ein Ortsteil von Bleckede). Es bestand vom 24. August 1944 bis zum 15. Februar 1945 und diente primär als Arbeitslager für den Bau des Kohlekraftwerks Ost-Hannover.

## Geschichte
Das Außenlager, lokal auch Lager „B“ genannt, wurde 1944 als Ersatz und Erweiterung des seit 1939 im selben Ort bestehenden Lagers „A“ errichtet. Dort sollten Häftlinge das Kohlekraftwerk Ost-Hanover für die Hamburgischen Electricitäts-Werke AG (HEW) bauen. Dafür wurden aus dem Konzentrationslager Sachsenhausen 500 Häftlinge in Güterwaggons nach Alt Garge transportiert. Zunächst mussten die Häftlinge das Lager bauen, das aus mehreren Häftlingsbaracken, SS-Unterkünften und einem Sanitärraum bestand. Die Häftlinge waren größtenteils Polen, aber auch Norweger fanden sich unter ihnen. Neben dem Bau des Kraftwerkes mussten sie auch in den Betrieben Rosseburg, Grün & Bilfinger und Wayss & Freytag arbeiten. Dabei wurden sie zu groben Bauarbeiten eingesetzt. Alle arbeitsunfähigen Häftlinge wurden nach Neuengamme geschickt und durch neue ersetzt.
Zur Erschließung wurde die Bahnstrecke von Bleckede nach Alt Garge errichtet, die praktisch fast ausschließlich der Versorgung es Kraftwerkes diente und mit dessen Ende eingestellt wurde. Die Kohle selbst wurde jedoch auf dem Wasserweg angeliefert.
Wie viele Häftlinge sich in Alt Garge aufhielten, ist nicht genau belegt; etwa 500 sind wahrscheinlich. Einige der Toten wurden auf dem Friedhof in Barskamp beigesetzt.
Im Februar 1945 wurden alle Häftlinge ins Hauptlager zurückgebracht und das Lager Alt Garge aufgelöst. Nur ein Verwaltungsgebäude blieb erhalten und dient heute als Wohnhaus.
Das Kraftwerk selbst wurde erst nach dem Krieg vollendet und war bis 1974 in Betrieb, als es für die HEW durch Anlagen auf Hamburger Gebiet entbehrlich geworden war. Heute erinnern nur noch einige kleinere Häuser, eine Staumauer, ein Wasserturm und die verfallende Bahnstrecke an das Kraftwerk.

## Erinnerungsorte

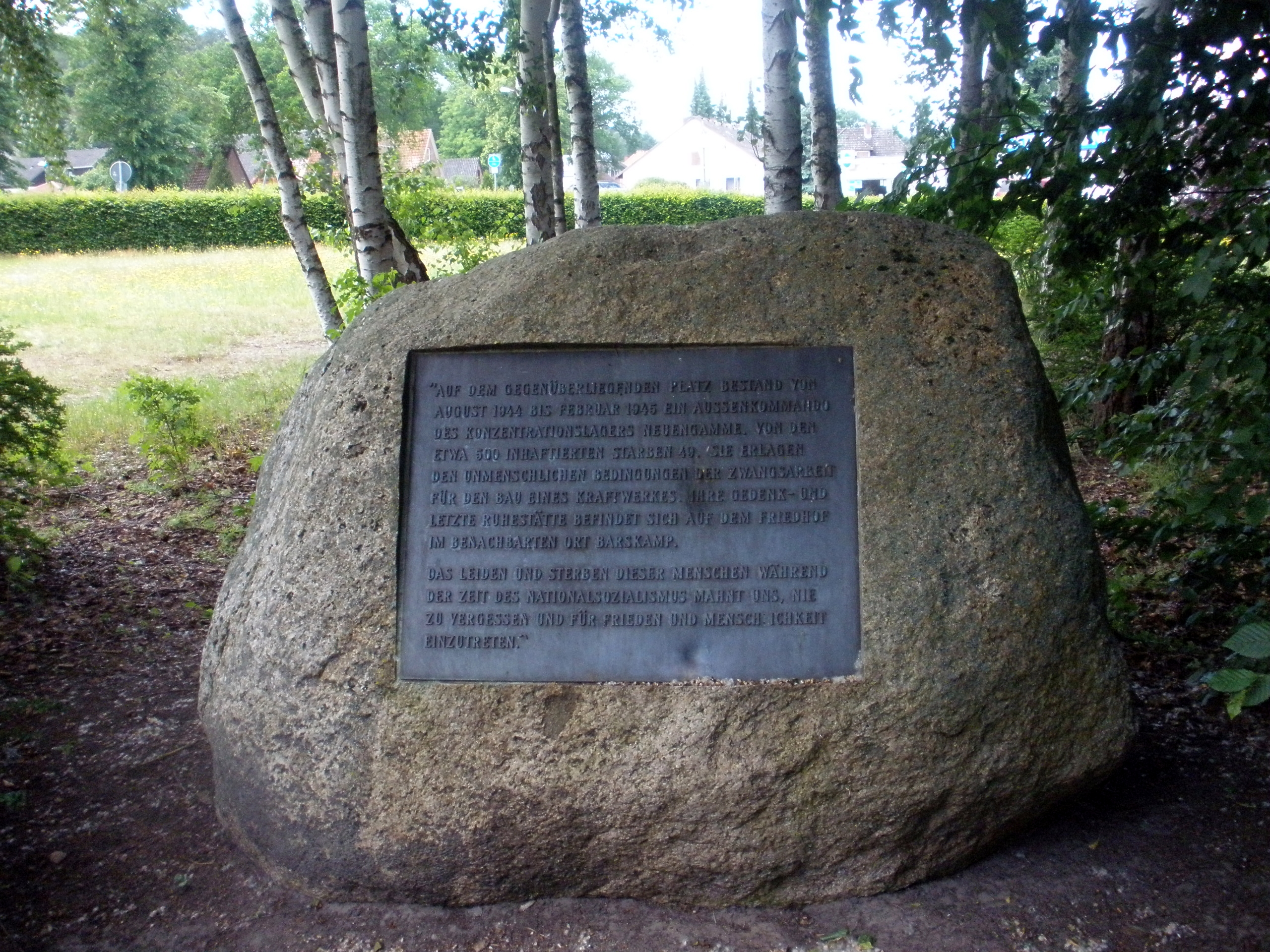
Gedenkstein in Alt-Garge

Am 5. Mai 1995 weihte die Stadt Bleckede nach zehnjähriger Debatte einen Gedenkstein im Bürgerpark ein, unmittelbar gegenüber vom ehemaligen Lagergelände.
Weitere Erinnerungsorte befinden sich auf dem Friedhof in Barskamp. Auf der Grabstätte von verstorbenen Häftlingen nennen zwei Gedenksteine die Namen der Toten. 1985 wurde ein dritter Gedenkstein aufgestellt. Seit dem 14. November 1985 verweist eine Gedenkplatte auf das Außenlager Alt Garge.